# سیارک ۸۷۶۳
سیارک ۸۷۶۳ (به انگلیسی: 8763 Pugnax، نامگذاری:3271T-1) هشت هزار و هفتصد و شصت و سومین سیارک کشف شده‌است که در ۲۶ مارس ۱۹۷۱ کشف شد.
قدر مطلق سیارک برابر ۱۳٫۷۰ است.